# Gerhard Radeck

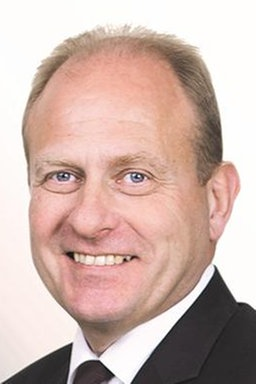
Gerhard Radeck 2017

Gerhard Radeck (* 16. August 1958 in Bochum) ist ein deutscher ehemaliger leitender Polizeibeamter und seit September 2016 Landrat des Landkreises Helmstedt.

## Leben und beruflicher Werdegang
Radeck wuchs in Glentorf bei Königslutter am Elm (Landkreis Helmstedt) auf. Nach Realschulabschluss absolvierte Radeck eine Ausbildung zum Industriekaufmann (Braunschweigische Maschinenbauanstalt/BMA). 1978 wurde er als Kriminalbeamter der Landespolizei Niedersachsen vereidigt. Er erwarb 1986 die Fachhochschulreife und schloss ein Fachhochschulstudium in Hildesheim 1989 als Diplom-Verwaltungswirt/FB Polizei ab. Von 1993 bis 1995 studierte Radeck an der Polizei-Führungsakademie Münster, der heutigen Deutschen Hochschule der Polizei (DHPol).
In seiner Polizeilaufbahn hat Radeck verschiedene Tätigkeiten im mittleren, gehobenen und höheren Polizeidienst verrichtet, so war er u. a. Sachbearbeiter für Wirtschaftskriminalität, Dozent an der FH Hildesheim und 12 Jahre Leiter der Kriminalpolizei Wolfsburg. 2006 war Radeck vorübergehend Leiter des Polizeikommissariats Braunschweig-Mitte und 2007 Leiter der Präsidialabteilung (Dezernat 01) beim Polizeipräsidenten Braunschweig. 2008 bis 2012 leitete Radeck das Polizeikommissariat Braunschweig-Nord. In dieser Zeit war er Leiter zahlreicher Fußballspieleinsätze der Bundesligamannschaft von Eintracht Braunschweig. Von 2012 bis 2016 leitete Radeck das Polizeikommissariat Helmstedt. Im August 2016 wurde ihm vorübergehend die Leitung der Polizeiinspektion Wolfsburg-Helmstedt übertragen.
Auf Bundesebene hat Radeck die Polizei Niedersachsen im Arbeitskreis Zuwanderung des Unterausschusses Führung, Einsatz und Kriminalitätsbekämpfung (UAFEK) von 2014 bis 2016 vertreten.
Nach über 38-jähriger Tätigkeit im Polizeidienst des Landes Niedersachsen wurde Radeck nach Wahl zum Landrat des Landkreises Helmstedt im September 2016 offiziell aus dem Polizeidienst entlassen.
Radeck ist seit 2010 zertifizierter Prozessbegleiter. Neben der beruflichen Laufbahn engagiert Radeck sich ehrenamtlich in verschiedenen Sportvereinen und der Freiwilligen Feuerwehr. Von 2000 bis 2010 war Radeck Mitglied im Landesvorstand des Bunds Deutscher Kriminalbeamter (BDK) für die Nachwuchsausbildung der Kriminalpolizei in Niedersachsen zuständig.
Radeck ist mit der Polizeibeamtin Kathleen Radeck verheiratet und wohnt in Helmstedt. Sie haben zwei erwachsene Söhne.

## Politik
Der seinerzeit parteilose Radeck wurde am 25. November 2015 von der CDU als Kandidat für die Landratswahl 2016 im Landkreis Helmstedt nominiert. In der Landratswahl am 11. September 2016 erhielt er 43,35 % der Stimmen, die weiteren Kandidaten Hans Werner Schlichting (SPD) 42,07 %, Jörg Pohl (parteilos) 9,1 % und Ulrich Engelke (Die Linke) 5,4 %. Per Stichwahl am 25. September 2016 setzte Radeck sich mit 60,7 % der Stimmen gegen Schlichting (SPD) mit 39,3 % der Stimmen durch.
Seit dem 1. November 2017 ist er Mitglied der CDU Helmstedt.
Durch Stichwahl am 26. September 2021 wurde Radeck für eine zweite Amtszeit bis 31. Oktober 2026 gewählt. Er setzte sich mit 50,57 % der Stimmen gegen den SPD-Herausforderer Jan Fricke durch.
Bei der Landratswahl 2026 kandidiert er nicht erneut für das Amt.